# KARAKARA
《KARAKARA》是由calme製作再由Sekai Project於2016年6月27日發售的戀愛冒險類型的美少女遊戲，18禁DLC則由Denpasoft發售。隨著Steam政策的修改，2018年10月6日開始Steam平臺上也可以購買18禁DLC。Sekai Project為作品的英文版在IndieGoGo展開過衆籌。

## 角色
利昂・萊爾德
本作的男主角，餐廳的店長。
艾西亞·梅菲德（聲優：夏野こおり）
利昂和盧莎發現倒在馬路的少女，後來成為餐廳的員工。
盧莎·海恩斯（聲優：かわしまりの）
餐廳的員工，工作能力好但不擅長表達自己的感情。
莉貝卡·瓦倫丁（聲優：春山色葉）
突然拜訪利昂的大姊姊，擅長做家事和園藝。
瑪麗·水野（聲優：星鹿りえ）
因為餓倒被利昂招待的忍者少女，也因此成為餐廳的護衛，喜歡有關忍者的作品。
卡倫·蘭卡斯特（聲優：風音）
相模方濟（サガミフランシスコ）的警察，過去曾照顧利昂並且將他和盧莎視為弟妹。

## 工作人員
- 企畫、劇本：木緒なち[5]
- 原畫、角色設計：p19[5]
- 音樂：大久保潤
- 背景美術：加藤たいら
- 繪圖：鈴木屋16號店
- 影片：神月社（1）、ALTERNAIT（2）
- 製作人：池島幸大
- 監製：椎原旬（1）、にっし〜（2）

## 主題曲
片頭曲「樂園」（楽園）
作詞：，作曲、編曲：MANYO，主唱：Luna

## 外部連結
- 官方網站 （页面存档备份，存于）（日語）